# 北京長峰医院火災
北京長峰医院火災（中:北京长峰医院火灾）は2023年4月18日に中華人民共和国・北京市豊台区にある北京長峰医院で発生した火災。

## 概要
現場となったのは北京市中心部から西に約10キロの位置に所在する病院である。現地時間、4月18日の12:57（日本時間18日13:57）に入院病棟で出火し、約30分後に鎮火した。
当時、病院では改装工事を行っており、作業中に火花が可燃性の塗料に引火したのが原因となった。
患者ら71人が避難したが、4月18日午後までに少なくとも入院患者や看護師、患者の家族といった40歳から88歳までの男女29人の死亡が確認されている。29人のうち26人は患者であった。39人が搬送先の病院で治療を受けており、このうち3人が意識不明の重体となり、18人が重傷を負った。

## 反応・影響
北京市トップの尹力市共産党委員会書記は原因調査と責任者の追及を指示した。北京市政府は19日正午に記者会見を行った他、再発防止に向け、病院や高齢者施設の消防点検を行う方針を示した。
微信など中国国内のSNSでは事件に関する投稿の検閲が行われ、多数の投稿が削除された。